# Route Saviselkä–Piippola
La route Saviselkä–Piippola (finnois : Saviselkä–Piippola-tie), est une route historique longue de 23,8 km menant de Kärsämäki à Siikalatva.

## Présentation
La route Saviselkä–Piippola est une route historique depuis 1982.
La route fait partie des  environnements culturels bâtis d'importance nationale inventoriés par la direction des musées de Finlande. 